# Batalion KOP „Snów”

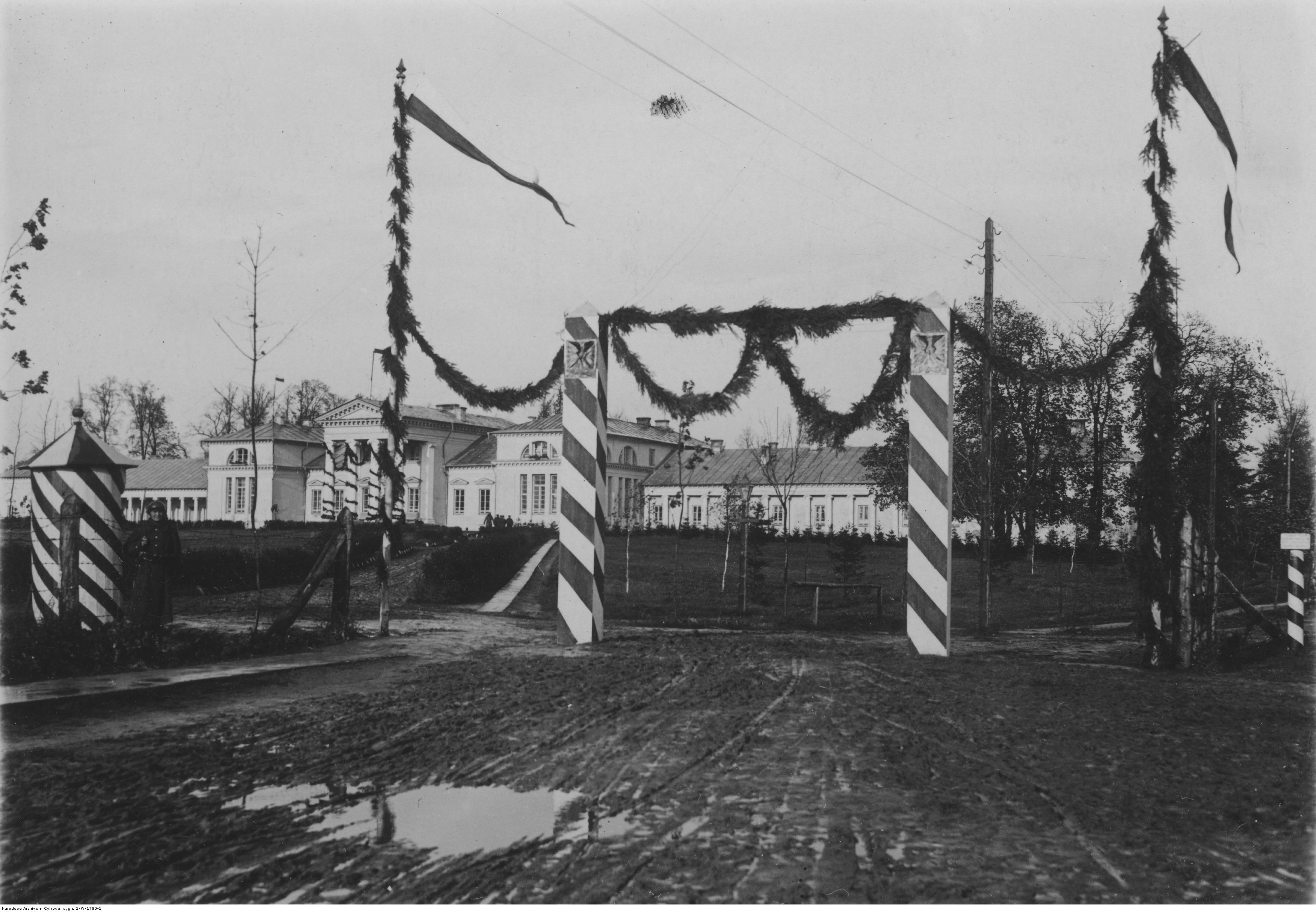
Obchody X- lecia istnienia KOP w batalionie „Snów”; udekorowana brama do koszar

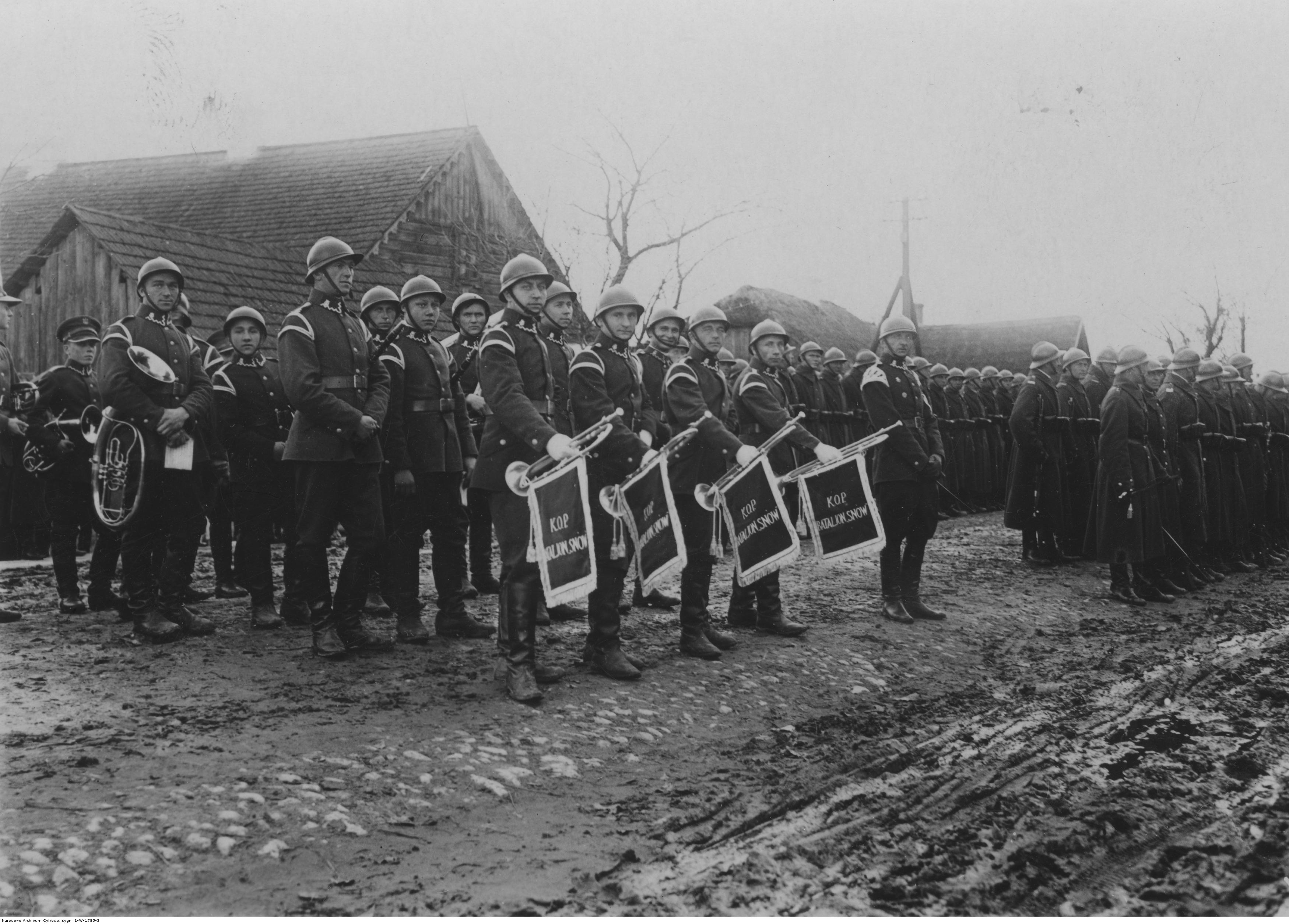
Obchody X- lecia istnienia KOP w batalionie „Snów”; fanfarzyści z nowymi fanfarami

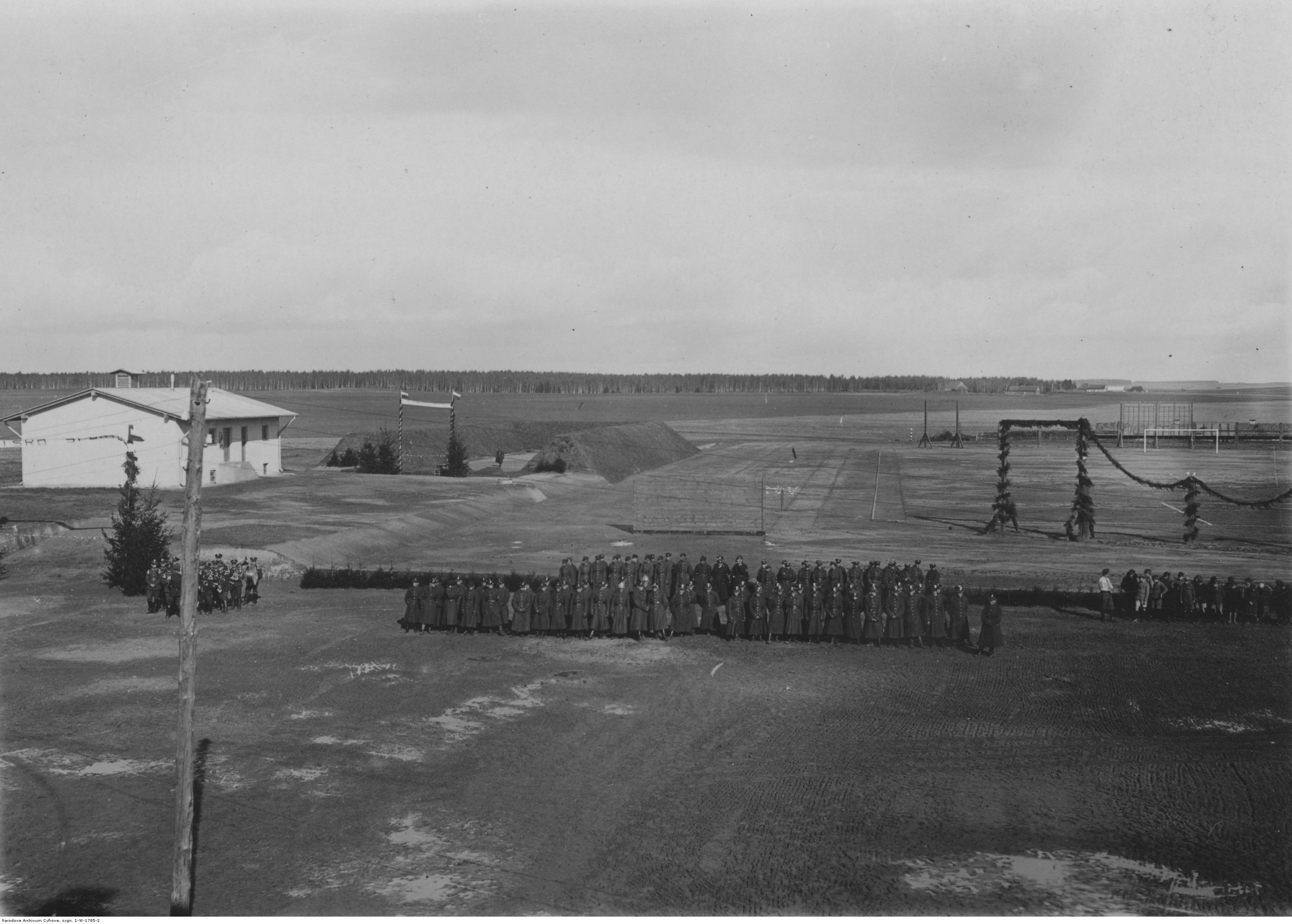
Boisko sportowe i strzelnica batalionu KOP „Snów” otwarte w dniu święta X-lecia KOP-u.

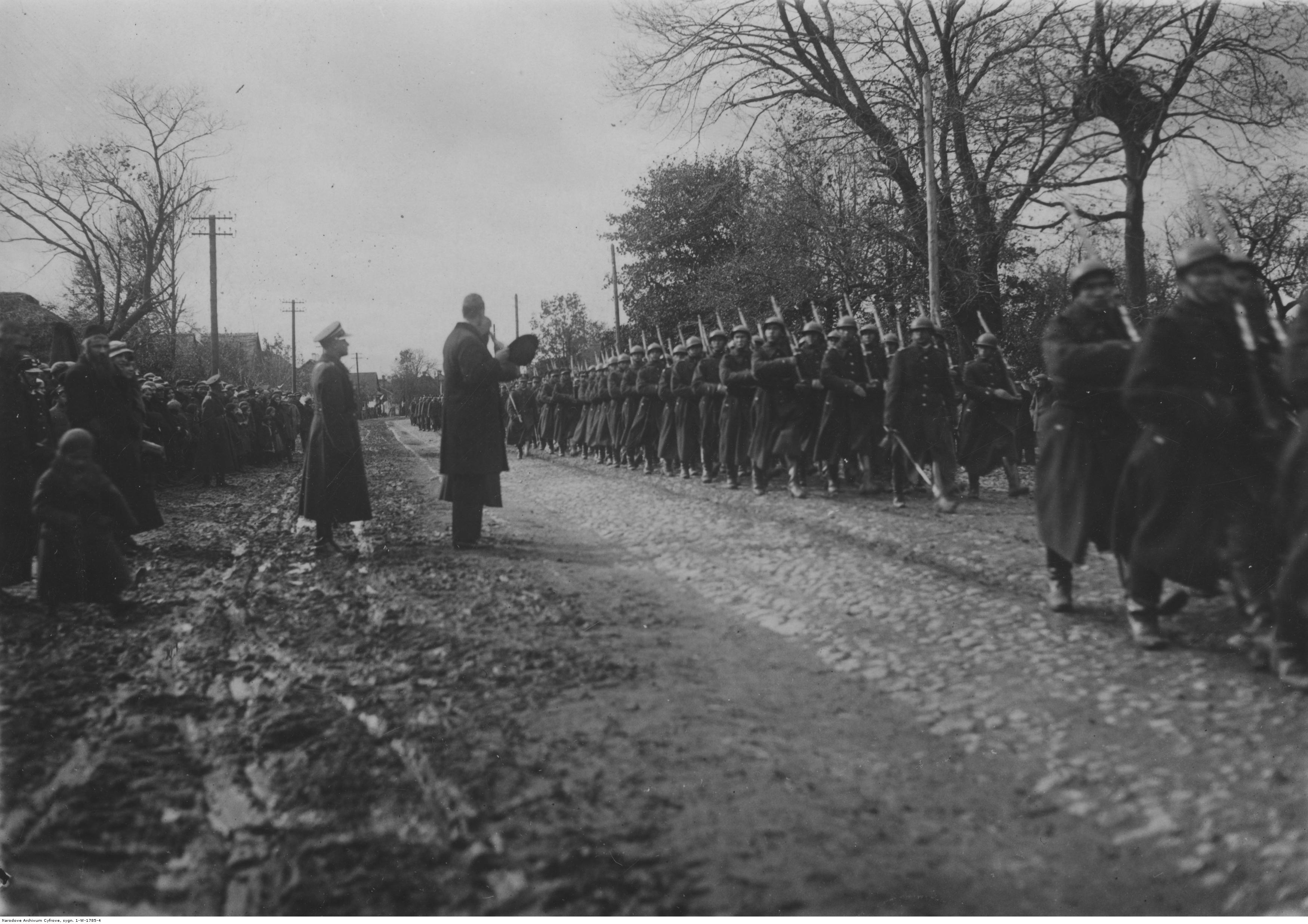
Obchody X- lecia istnienia KOP w batalionie "Snów"; defilada przed dowódcą

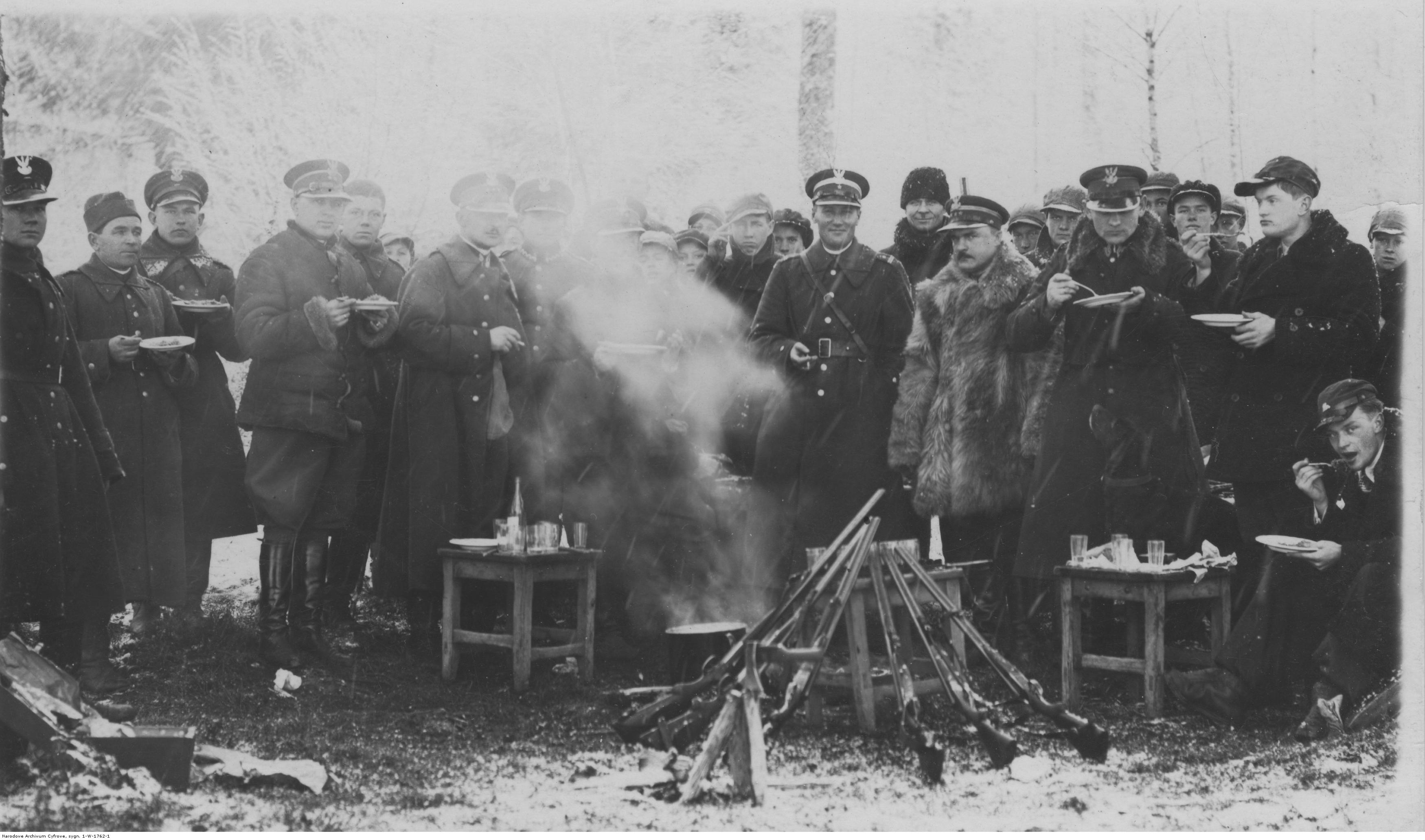
Posiłek po polowaniu urządzonym przez oficerów 27 batalionu KOP

Batalion KOP „Snów” – pododdział piechoty Korpusu Ochrony Pogranicza.

## Formowanie i zmiany organizacyjne
Na posiedzeniu Politycznego Komitetu Rady Ministrów, w dniach 21-22 sierpnia 1924, zapadła decyzja powołania Korpusu Wojskowej Straży Granicznej. 12 września 1924 Ministerstwo Spraw Wojskowych wydało rozkaz wykonawczy w sprawie utworzenia Korpusu Ochrony Pogranicza, a 17 września instrukcję określającą jego strukturę. Jesienią 1927, w ramach czwartego etapu organizacji KOP, został sformowany 27 batalion odwodowy. Jednostką formującą był 78 pułk piechoty . Batalion składał się z trzech kompanii piechoty, plutonu łączności i plutonu ckm. Etatowo liczył 22 oficerów. 164 podoficerów i 501 szeregowców. 1 listopada 1927 sformowany już batalion przesunięto do Sieniawki i podporządkowano dowódcy 2 Brygady Ochrony Pogranicza. Potem dowództwo batalionu dyslokowano do Snowa położonego na terenie ówczesnego województwa nowogródzkiego.
W 1929 2 Brygada Ochrony Pogranicza została przemianowana na Brygadę KOP „Nowogródek”, a 27 batalion odwodowy na 27 batalion odwodowy „Snów”.
W tym czasie batalion na uzbrojeniu posiadał 717 karabinów Berthier wz.1916, 44 lekkich karabinów maszynowych Bergmann wz. 1915 i 8 ciężkich karabinów maszynowych Hotchkiss wz.1914.
Dwa lata później jednostka została przemianowana na batalion KOP „Snów”.
Po przeprowadzonej reorganizacji „R.2” w 1932, batalion składał się z dowództwa batalionu, plutonu łączności, kompanii karabinów maszynowych i trzech kompanii strzeleckich.
Rozkazem dowódcy KOP z 23 lutego 1937 została zapoczątkowana pierwsza faza reorganizacji Korpusu Ochrony Pogranicza „R.3”. Batalion otrzymał nowy etat i wszedł w skład pułku KOP „Snów”. Był jednostką administracyjną dla posterunku żandarmerii przy pułku KOP „Snów”. W wyniku realizacji drugiej fazy reorganizacji KOP, latem 1937 została zlikwidowana 3 kompania strzelecka i utworzona 2 kompania ckm. W 1938 lub w 1939 planowano utworzyć szkolna kompanię strzelecką.
Z dniem 15 maja 1939 batalion stał się oddziałem gospodarczym. Stanowisko kwatermistrza batalionu przemianowane zostało na stanowisko zastępcy dowódcy batalionu do spraw gospodarczych, płatnika na stanowisko oficera gospodarczego, zastępcy oficera materiałowego dla spraw uzbrojenia na zbrojmistrza, zastępcy oficera materiałowego dla spraw żywnościowych na oficera żywnościowego.
Batalion zmobilizowano w ramach mobilizacji częściowej zarządzonej 23 marca 1939 i przesunięto w rejon: Żywiec, Chabówka, Nowy Sącz. Zmobilizowany batalion został rozwinięty do stanów dwóch batalionów (bataliony „Snów” i „Snów I”) i skierowany w marcu 1939 na południe kraju. Bataliony stanowiły 1 pułk piechoty KOP (zwany również pułkiem KOP „Snów”) i zostały włączone w struktury 1 Brygady Górskiej Strzelców jako jej I i II bataliony 1 pułku strzelców górskich i podzieliły losy innych jednostek Armii „Kraków”.

## Struktura organizacyjna
Dowództwo batalionu
- 1 kompania szkolna strzelecka
  - drużyna gospodarcza
  - trzy plutony strzeleckie po trzy drużyny
- 2 kompania szkolna strzelecka
  - drużyna gospodarcza
  - dwa plutony po trzy drużyny
- kompania szkolna ckm
  - drużyna gospodarcza
  - dwa szkolne plutony ckm po trzy drużyny
  - 3 szkolny pluton broni towarzyszących
- pluton łączności

Stan osobowy
- oficerów - 20
- podoficerów zawodowych - 60
- podoficerów nadterminowych - 19
- podoficerów i szeregowców służby zasadniczej - 589

Razem - 688 żołnierzy

## Żołnierze batalionu
Dowódcy batalionu
- ppłk piech. Kazimierz Niedźwiecki (VIII 1928 – 12 III 1929 → zastępca dowódcy 16 pp[19][20])
- mjr piech. Paweł Hajduk (VII 1929 – ?[20])
- ppłk piech. Władysław Wiecierzyński (23 VIII 1929[21]  – 13 II 1931[21]  → zastępca dowódcy 56 pp)
- mjr piech. Jan II Rogowski (27 II 1931[21]  − V 1933 → dowódca baonu 74 pp)
- mjr piech. Jan Lachowicz (V – VIII 1933 → dowódca baonu KOP „Wołożyn”)
- mjr piech. Adam Obtułowicz (1933 – IV 1934[20] → dowódca baonu KOP „Budsław”)
- mjr piech. Antoni Cieszkowski (IV 1934 – 1936[20])
- ppłk Jan Kazanowski[b] (19 XI 1936[23] – 1939[20])

Obsada personalna batalionu w październiku 1928 :
- dowódca batalionu – ppłk piech. Kazimierz Niedźwiecki
- adiutant batalionu – kpt. Eugeniusz Rogowski
- oficer wywiadowczy – por. Witold Milewski
- lekarz batalionu – por. lek. Mikołaj Kiszkiel
- dowódca plutonu łączności – por Władysław Kudliński
- kwatermistrz – mjr Paweł Hajduk
- oficer materiałowy – kpt. Bronisław Iwańczuk
- oficer żywnościowy – por. Antoni Nowosadowski
- oficer płatnik – por. Antoni Swatko
- dowódca 1 kompanii strzeleckiej – kpt. Stanisław Baran
- dowódca 2 kompanii strzeleckiej – por. Lucjan Skirgajłło
- dowódca 3 kompanii strzeleckiej – kpt. Stanisław Grzegorz Paczkowski[c]
- dowódca  kompanii karabinów maszynowych – kpt. Stanisław Urbanowski

Obsada personalna batalionu w czerwcu 1939:
- dowódca batalionu – mjr Jan Kazanowski[d]
- adiutant batalionu – kpt. Karol Juliusz Horitza[e]
- dowódca 1 kompanii strzeleckiej – kpt. Jan Orłowski[f]
- dowódca 2 kompanii strzeleckiej – por. Bronisław Bartłomiej Kłopotowski[g]
- dowódca 1 kompanii karabinów maszynowych – kpt. Wacław Wyżywniak[h]
- dowódca 2 kompanii karabinów maszynowych – kpt. Czesław Kamieński[i]
- dowódca plutonu łączności – por. Witold Stefan Jan Puppel[j]

Obsada personalna batalionu we wrześniu 1939
dowódca batalionu - ppłk Jan Kazanowski
dowódca 1 kompanii strzeleckiej - por. Bronisław Kłopotowski
dowódca 2 kompanii strzeleckiej - por. Stefan Rosik
dowódca 3 kompanii strzeleckiej - por. Stefan Tondera
dowódca 1 kompanii km - kpt. Wacław Wyżywniak
dowódca kompanii szkolnej - kpt. Jan Batorski

### Żołnierze batalionu – ofiary zbrodni katyńskiej
Biogramy zamordowanych znajdują się na stronie internetowej Muzeum Katyńskiego
| Nazwisko i imię   | stopień           | zawód             | miejsce pracy przed mobilizacją | zamordowany |
| ----------------- | ----------------- | ----------------- | ------------------------------- | ----------- |
| Kowalik Eugeniusz | porucznik         | żołnierz zawodowy |                                 | Katyń       |
| Karpowicz Wiktor  | porucznik rezerwy |                   |                                 | Charków     |